# Звезда (Родина)
«Звезда» (англ. «The Star») — двенадцатый и финальный эпизод третьего сезона американского драматического телесериала «Родина», и 36-й во всём сериале. Премьера состоялась на канале Showtime 15 декабря 2013 года.

## Сюжет
Только что убив Акбари, Броуди (Дэмиэн Льюис) крадёт пистолет Акбари и спокойно выходит из здания. Его подбирает водитель, который привёз его туда. Броуди заставляет, под дулом пистолета, водителя выйти из машины. Он едет навстречу Кэрри (Клэр Дэйнс) в безопасное место примерно в ста милях отсюда.
Маджид Джавади (Шон Тоуб) подтверждает, что Акбари мёртв, но предлагает Солу (Мэнди Патинкин), чтобы он бросил Кэрри и Броуди, потому что их захват увеличит шансы Джавади получить работу Акбари. Джавади обещает, что он вытащит Кэрри впоследствии. Сол отказывается и приступает к организации экстракции с участием военных и нескольких вертолётов. Дар Адал (Ф. Мюррей Абрахам) предаёт его и сообщает сенатору Локхарту (Трейси Леттс), который быстро получает согласие президента взять командование ЦРУ, хотя его время на работе не для других 11 часов. Локхарт отзывает экстракцию и даёт местоположение безопасного места Джавади, чьи войска идут туда, хотя и с приказами оставить Кэрри.
В безопасном месте, Кэрри рассказывает Броуди о своей беременности и Броуди начинает чувствовать себя уверенно о дороге впереди. Броуди и Кэрри покидают дом, когда они слышат их спасательный вертолёт, не зная, что ложный звук, создаваемый громкоговорителем. Броуди немедленно захватывают иранские военные силы, и Кэрри кричит, когда её оставляют позади.
Броуди судят по ускоренной процедуре и приговаривают к публичному повешению. Кэрри присутствует, пробираясь сквозь толпу, чтобы добраться до сеточного ограждения, окружающего зону казни. Она смотрит, опустошённо, затем взбирается на забор и громко выкрикивает его имя, чтобы Броуди знал, что она там.
Проходит четыре месяца. Иран предлагает IAEA полный доступ к своим ядерным объектам в обмен на снятие экономических санкций. Кэрри решила не делать аборт, потому что она "хотела часть" Броуди, который является отцом. Она говорит Куинну (Руперт Френд), что она боится материнства; однако, он призывает её оставить ребёнка. Локхарт проводит встречу с Кэрри, где он повышает её до главы подразделения в Стамбуле. Не только самого престижного подразделения в Стамбуле, но Кэрри ещё и стала самым молодым главой подразделения в истории ЦРУ. Кэрри спрашивает, сможет ли, на предстоящей поминальной службе ЦРУ, Броуди получить звезду наряду с падшими агентами, но Локхарт отказывает, потому что Броуди не был сотрудником ЦРУ, и директор не считает, что бывший горе-террорист заслуживает такой чести. Позже встретившись со своей сестрой и отцом, Кэрри говорит им, что она планирует отдать ребёнка, но её отец предлагает усыновить ребёнка.
Сол был уволен после того, как Локхарт занял свой пост и перешёл на работу в частном секторе, получая гораздо больше денег. Он получает приглашение присутствовать на поминальной службе ЦРУ. Он говорит с Даром Адалом и Кэрри, увидев их снова, и передаёт, что он предпочитает ЦРУ частной промышленности. Позже этой ночью, несколько часов спустя после поминальной службы, Кэрри идёт по залам ЦРУ, приближается к мемориальной стене и украдкой рисует маркером звезду в память о Броуди.

## Производство
Бывшая сценариста сериала Мередит Стим воссоединилась с составом сценаристов, чтобы написать финал сезона вместе с шоураннером Алексом Гансой. Режиссёром стала соисполнительный продюсер Лесли Линка Глаттер. Сцена казни Броуди была снята в последний день съёмок третьего сезона. Она была снята ночью в Рабате, Марокко, и в ней было задействовано 400 статистов, играющих иранскую толпу.
Полная версия финала сезона утекла в сеть 13 декабря 2013 года, почти за 48 часов до запланированного выхода в эфир, и была доступна на многочисленных интернет-файлообменниках.

## Реакция

### Рейтинги
Эпизод посмотрел рекордные 2.4 миллиона зрителей во время оригинального показа и в целом 2.9 миллионов после двух показов этой ночью.

### Реакция критиков
Эпизод получил очень положительные отзывы. Скотт Коллура из IGN оценил финал сезона на 9.4 из 10, и похвалил выступления Клэр Дэйнс и Дэмиэна Льюиса, и решение сценаристов убить персонажа Николаса Броуди. Коллура написал: "Звезда пожалуй один из самых грустных часов на телевидении, который мы видели некоторое время, а Клэр Дэйнс остаётся удивительным исполнителем." Хотя он чувствовал, что подведение итогов было "неуклюжим", он продолжил: "Хотя это и неважно. Потому что когда Кэрри тихонько рисует звезду для Броуди на стене, звезду, которую никто не заметит, кроме неё и, возможно, некоторых других, мы не могли просить лучшего мемориала для персонажа."